# Tainia hongkongensis
Tainia hongkongensis är en orkidéart som beskrevs av Robert Allen Rolfe. Tainia hongkongensis ingår i släktet Tainia och familjen orkidéer. Inga underarter finns listade i Catalogue of Life.